# Thierry Laurent
Pour les articles homonymes, voir Laurent.
Thierry Laurent (né le 13 septembre 1966 à Villefranche-sur-Saône) est un coureur cycliste français, professionnel de 1989 à 1999.

## Biographie
Thierry Laurent participe aux Jeux olympiques de 1988 à Séoul. Avec l'équipe de France, il se classe quatrième du contre-la-montre par équipes.
Lors d'un contrôle avant la 11e étape du Tour d'Italie 1997, son niveau d'hématocrite est supérieur à 50 % et il doit quitter la course,.
Victime de tendinites, Thierry Laurent décide de mettre fin à sa carrière en juin 1999.

## Palmarès

### Palmarès amateur
- 1986
  - Tour de Seine-et-Marne
  - 2e du Grand Prix de France
  - 2e du Trophée Mavic
  - 3e du championnat de France du contre-la-montre par équipes
- 1987
  - Grand Prix de Vougy
  - Grand Prix du Cru Fleurie
  - Tour de Seine-et-Marne
  - 2e de l'Essor breton
  - 3e du championnat de France amateurs sur route
- 1988
  -  Champion de France du contre-la-montre par équipes
  - Grand Prix de Vougy
  - Boucles de la CSGV
  - Tour de la Manche

### Palmarès professionnel
| - 1989 - Circuit de la Sarthe : - Classement général - 1re étape (contre-la-montre) - 1re étape du Grand Prix du Midi libre - 5e étape du Tour de la Communauté européenne - 1990 - 4e étape du Tour d'Armorique - 1991 - 2ea étape de la Route du Sud - 3e du Grand Prix de Denain - 4e de l'Amstel Gold Race - 1992 - 5e étape de l'Étoile de Bessèges - 3e étape du Tour du Limousin | - 1993 - 3e du Grand Prix de Plouay - 1995 - 3e du Grand Prix du Midi libre - 10e du Critérium du Dauphiné libéré - 1996 - 6e étape du Tour de l'Ain - 4e étape des Quatre Jours de Dunkerque - 2e des Quatre Jours de Dunkerque - 2e de Châteauroux Classic de l'Indre |  |

## Résultats sur les grands tours

### Tour de France
5 participations
- 1990 : 107e
- 1991 : 102e
- 1992 : 79e
- 1995 : 104e
- 1996 : 104e

### Tour d'Italie
1 participation
- 1997 : exclu (11e étape)

### Tour d'Espagne
1 participation
- 1989 : 106e